# Мемнон са Родоса
Мемнон са Родоса (380-333 п. н. е.) био је командант грчких плаћеника у служби персијског цара Дарија III. 

## Биографија
У пролеће 334. године п. н. е. Александар је прешао у Азију. Са контингентима грчке војске, армија је бројала око 40.000 људи. Војска је прешла Хелеспонт код Сеста. До првог сукоба са персијском војском дошло је на реци Гранику (рано лето). Мнемон са Родоса командовао је најамничким грчким одредима. Након пораза Персије у бици на Гранику, Александар је послао грчке плаћенике у Хеладу да обрађују земљу. Мнемон се повукао у Милет. Након победе код Граника, Лидија и Сард предају се без борбе. Македонцима је врата отворио и Ефес. Милет и Халикарнас, у којима су се налазили већи персијски одреди, пружали су отпор, али су савладани.
Мнемон је, након пада Халикарнаса, побегао у Егеју са намером да у Грчкој подигне устанак против Александра. Код Грка се већ будила нада да се могу ослободити македонске хегемоније. Међутим, Мнемон је изненада умро, па је поход пропао.